# Leucopis griseostriata
Leucopis griseostriata är en tvåvingeart som beskrevs av Tanasijtshuk 2006. Leucopis griseostriata ingår i släktet Leucopis och familjen markflugor. Inga underarter finns listade i Catalogue of Life.